# Нева Кръстева
Нева Венелинова Кръстева е български музикант – музиковед, композитор и сред най-известните и изявени органисти в страната, професор.

## Биография
Родена е през 1946 в София в семейството на музикалния историк и публицист Венелин Кръстев и пианистката и музикален педагог проф. Люба Обретенова-Кръстева. Майка ѝ е сестра на Александър Обретенов и Светослав Обретенов. Нева Кръстева завършва Московската държавна консерватория „П. И. Чайковски“ с музикознание и орган, владеенето на който усъвършенства след това в Прага (при известния органист Иржи Рейнбергер) и Цюрих.
Кариерата ѝ се развива в 3 посоки – органово изпълнителство, композиране и преподавателска дейност. Тя е организаторът на първия клас по орган в България (в НМА, където днес, по независещи от нея обстоятелства, орган вече не се преподава). Днес проф. д-р Кръстева е преподавател по полифония в НМА и води органовия си клас в НБУ.
Изнася концерти в редица европейски държави и в Азия. Изпълнителската ѝ дейност в България започва активно след възстановяването на органа в зала „България“ през 1970-те години, на който, освен концертите, тя осъществява множество записи. Акцентът на репертоара ѝ е както върху музиката от епохата на Барока и Романтизма, а така също и върху музика от 20 век.
Като композитор пише много солови и ансамблови произведения за орган, но има произведения и в хоровия жанр. Член е на Баховото общество в Лайпциг.

## Композиции
- Victimae paschali laudes за орган
- Sonata da chiesa за флейта, пиколо и орган
- Реквием за солисти, смесен хор и орган
- In memorias exire за пиано, орган и ударни
- Към пустинята (по житието на Св. Мария Египетска) за псалт, контратенор, народна певица, сопран, бас и инструментален ансамбъл
- 7 песни за сопран, контратенор, виола и клавесин

## Дискография
- 1978 – „Бах, Букстехуде, Брунс“ (LP, Балкантон – ВКА 10268)
- 1983 – „Й. С. Бах. Творби за орган. Изпълнява Нева Кръстева“ (2 LP, Балкантон – ВКА 10721, ВКА 10722)
- 1983 – „Стойка Миланова – цигулка, Нева Кръстева – орган“ (LP, Балкантон – ВКА 10874)
- 1986 – „Пиеса за виолончело и орган. Анатоли Кръстев – виолончело, Нева Кръстева – орган“ (LP, Балкантон – ВКА 11387)
- 1986 – „Шедьоври за глас и орган. Албена Кехлибарева – мецосопран и Нева Кръстева – орган“ (LP, Балкантон – ВКА 11667)
- 2002 – „Musica Slavica“ (CD, Gega New – GD 225)